# Mistrovství světa ve florbale žen 1999
Mistrovství světa ve florbale žen 1999 bylo 2. ročníkem mistrovství světa žen. Konalo se ve Švédsku ve městě Borlänge od 9. 5. do 15. 5. 2001.
Zvítězilo Finsko po porážce Švýcarska ve finále. Česko skončilo páté.
Soutěž byla rozšířena na 12 týmů rozdělených do dvou divizí:

Divize A: skupiny A a B, 1. – 8. místo

Divize B: skupiny C a D, 9. – 13. místo

## Základní část

### Skupina A
Rusko stáhlo svou účast na mistrovství a bylo zařazeno do Divize B.
| Poř. | Tým       | Z | V | R | P | VG | IG | +/- | B |
| ---- | --------- | - | - | - | - | -- | -- | --- | - |
| 1.   | Švédsko   | 2 | 2 | 0 | 0 | 14 | 2  | +12 | 4 |
| 2.   | Švýcarsko | 2 | 1 | 0 | 1 | 7  | 5  | +2  | 2 |
| 3.   | Německo   | 2 | 0 | 0 | 2 | 2  | 16 | -14 | 0 |
| 4.   | Rusko     | 0 | 0 | 0 | 0 | 0  | 0  | 0   | 0 |

| 10. května 1999 16:30 | Švýcarsko | 6 : 1 | Německo |  |  |

| 11. května 1999 17:00 | Švédsko | 4 : 1 | Švýcarsko |  |  |

| 12. května 1999 19:30 | Německo | 1 : 10 | Švédsko |  |  |

### Skupina B
| Poř. | Tým      | Z | V | R | P | VG | IG | +/- | B |
| ---- | -------- | - | - | - | - | -- | -- | --- | - |
| 1.   | Norsko   | 3 | 3 | 0 | 0 | 23 | 4  | +19 | 6 |
| 2.   | Finsko   | 3 | 2 | 0 | 1 | 30 | 9  | +21 | 4 |
| 3.   | Česko    | 3 | 1 | 0 | 2 | 8  | 19 | +11 | 2 |
| 4.   | Lotyšsko | 3 | 0 | 0 | 3 | 6  | 35 | +29 | 0 |

| 10. května 1999 19:00 | Norsko | 11 : 1 | Lotyšsko |  |  |

| 10. května 1999 17:00 | Finsko | 9 : 2 | Česko |  |  |

| 11. května 1999 16:30 | Česko | 5 : 3 | Lotyšsko |  |  |

| 11. května 1999 19:30 | Finsko | 2 : 5 | Norsko |  |  |

| 12. května 1999 16:30 | Norsko | 7 : 1 | Česko |  |  |

| 12. května 1999 17:00 | Lotyšsko | 2 : 19 | Finsko |  |  |

## O medaile

### Pavouk
|  | Semifinále | Semifinále | Semifinále |  |  | Finále      | Finále      | Finále      |
|  |            |            |            |  |  |             |             |             |
|  | 1A         | Švédsko    | 2          |  |  |             |             |             |
|  | 2B         | Finsko     | 3          |  |  |             |             |             |
|  |            |            |            |  |  |             | Finsko      | 3           |
|  |            |            |            |  |  |             | Švýcarsko   | 1           |
|  | 1B         | Norsko     | 0          |  |  |             |             |             |
|  | 2A         | Švýcarsko  | 4          |  |  | Třetí místo | Třetí místo | Třetí místo |
|  |            |            |            |  |  |             | Norsko      | 1           |
|  |            |            |            |  |  |             | Švédsko     | 5           |

### Semifinále
| 14. května 1999 17:00 | Švédsko | 2 : 3ts (0:1, 2:0, 0:1, 0:0) | Finsko | Borlänge Návštěvnost: 1738 |  |

| Zpráva |

| 14. května 1999 20:00 | Norsko | 0 : 4 (0:0, 0:0, 0:4) | Švýcarsko | Borlänge Návštěvnost: 738 |  |

| Zpráva |

### O 3. místo
| 15. května 1999 12:00 | Norsko | 1 : 5 (1:0, 0:3, 0:2) | Švédsko | Borlänge Návštěvnost: 1569 |  |

| Zpráva |

### O 1. místo
| 15. května 1999 15:00 | Finsko | 3 : 1 (0:1, 2:0, 1:0) | Švýcarsko | Borlänge |  |

| Zpráva |

## O umístění

### O 7. místo
Protože Rusko stáhlo svou účast a bylo zařazeno do Divize B, skončilo na 7. místě automaticky Lotyšsko.

### O 5. místo
| 14. května 1999 14:00 | Německo | 4 : 8 (2:1, 0:4, 2:3) | Česko | Borlänge |  |

| Zpráva |

## Konečná tabulka
| Pořadí           | Tým       |
| ---------------- | --------- |
| Zlatá medaile    | Finsko    |
| Stříbrná medaile | Švýcarsko |
| Bronzová medaile | Švédsko   |
| 4.               | Norsko    |
| 5.               | Česko     |
| 6.               | Německo   |
| 7.               | Lotyšsko  |
| 8.               | Rusko     |

Pro neúčast na mistrovství bylo Rusko zařazeno do Divize B.

## All Star tým
Brankářka –  Laura Tomatis

Obrana –  Lena Birath,  Regula Kindhauser

Útok –  Anna-Maija Keränen,  Brigitte Lersbryggen,  Susanna Tuominen

## Divize B
Do Divize A postoupilo Rakousko.
| Pořadí | Tým       |
| ------ | --------- |
| 9.     | Rakousko  |
| 10.    | Austrálie |
| 11.    | Dánsko    |
| 12.    | Japonsko  |
| 13.    | Singapur  |